# Dreieck Wittstock/Dosse
Dreieck Wittstock/Dosse is een knooppunt in de Duitse deelstaat Brandenburg.
Op dit knooppunt sluit de A19 vanuit Rostock aan op de A24 Hamburg-Dreieck Havelland.

## Geografie
Het knooppunt ligt zowel in de gemeente Heiligengrabe in het Landkreis Ostprignitz-Ruppin als in de stad Wittstock/Dosse, waarnaar het knooppunt is genoemd.
Nabijgelegen  wijken zijn Scharfenberg in Wittstock/Dosse en Papenbruch van Heiligengrabe.
Het knooppunt ligt ongeveer 170 km ten oosten van Hamburg, ongeveer 105 km ten zuiden van Rostock en ongeveer 100 km noordwesten van Berlijn.
Nabij het knooppunt ligt het nstuurgebied Naturpark Stechlin-Ruppiner Land.
Niet ver van het knooppunt loopt ook de grens tussen de deelstaten Brandenburg en Mecklenburg-Voor-Pommeren.

## Configuratie
knooppunt
Het is een trompetknooppunt.
Bijzonderheid
De hoofdrichting in het knooppunt is noord<>zuid waardoor de A19 naadloos overgaat in de A24, die vanuit het westen met de trompet aansluit en naar het zuiden loopt.
Rijstrook
Nabij het knooppunt hebben beide snelwegen 2x2 rijstroken. De verbindingswegen Hamburg<>Rostock hebben één rijstrook. De verbindingswegen Hamburg<>Berlijn hebben twee rijstroken.

## Verkeersintensiteiten
Dagelijks passeren ongeveer 38.000 voertuigen het knooppunt.
| Van                 | Naar                 | Gemiddeld aantal voertuigen per dag | Percentage vrachtverkeer |
| ------------------- | -------------------- | ----------------------------------- | ------------------------ |
| AS Wittstock (A 19) | AD Wittstock/Dosse   | 16.000                              | 12,1 %                   |
| AS Pritzwalk (A 24) | AD Wittstock/Dosse   | 23.600                              | 16,8 %                   |
| AD Wittstock/Dosse  | AS Herzsprung (A 24) | 37.300                              | 15,0 %                   |

## Richtingen knooppunt
| Aansluitende wegen          | Aansluitende wegen | Aansluitende wegen                    | Aansluitende wegen | Aansluitende wegen |
| --------------------------- | ------------------ | ------------------------------------- | ------------------ | ------------------ |
|                             |                    | richting Wittstock / Rostock          |                    |                    |
|                             |                    |                                       |                    |                    |
| richting Schwerin / Hamburg |                    |                                       |                    |                    |
|                             |                    |                                       |                    |                    |
|                             |                    | richting Herzsprung Potsdam / Berlijn |                    |                    |